# Rodamin B
Rodamin B je organski spoj i bojilo. Često se koristi kao pokazno bojilo u vodi za određivanje brzine i smjera protoka i prijenosa tekućina. Rodaminska bojila fluoresciraju i na taj se način mogu lako i jeftino otkriti fluorometrima. Rodamin B koristi se u biologiji kao fluorescentno bojilo za bojenje, ponekad u kombinaciji s auraminom O, kao auramin-rodamin bojilo za pokazivanje kiselootpornih organizama, posebno Mycobacterium. Rodaminska bojila također se dosta koriste u biotehnološkim primjenama poput fluorescentne mikroskopije, protočne citometrije, fluorescentne korelacijske spektroskopije i enzimskog imunološkog testa. Također se koristi u ružinom mlijeku, popularnom indijskom napitku. Rodamin B često se miješa s herbicidima kako bi se pokazalo gdje su korišteni.
Također se ispituje za upotrebu kao biomarker u oralnim cjepivima protiv bjesnoće za divlje životinje, poput rakuna, kako bi se otkrile životinje koje su pojele mamac s cjepivom. Rodamin se ugrađuje u brkove i zube životinja. 
Rodamin B (BV10) pomiješan je s kvinakridon magenta (PR122) da bi se dobio svijetloružičasti akvarel poznat kao "Opera Rose". U Kaliforniji se sumnja da je rodamin B kancerogen i stoga proizvodi koji ga sadrže moraju na svojoj etiketi sadržavati upozorenje. Slučajevi ekonomski motiviranog falsifikovanja, gdje se ilegalno koristi za nanošenje crvene boje čiliju u prahu, došli su u središte pažnje regulatora sigurnosti hrane.

## Triarilmetanska bojila
Triarilmetanska bojila su bojila koja se izvode strukturno od bezbojnog trifenilmetana (C6H5)3CH. Najčešća među njima su trifenilmetanska, a manji dio pripada derivatima difenil-naftilmetana C10H7·CH·(C6H5)2. U para-položaju prema centralnom ugljikovu atomu moraju se u molekuli nalaziti na arilnim grupacijama najmanje dvije auksokromne skupine. Kromofor je ove skupine p-kinonoidna grupacija O=C6H4=O, odnosno 0=C6H4=NH. Prema broju i karakteru auksokromnih grupa dijele se ta bojila na trifenilmetanske derivate s dvije amino-grupe, na iste derivate s tri amino-grupe, na hidroksi-trifenilmetanske derivate, aminohidroksi-derivate i derivate difenilnaftilmetana. U svakoj od ovih grupa nalaze se bojila različitih svojstava bojenja: bazna, kisela, močilna i bojeni lakovi. Ako molekula bojila sadrži grupu —COOH u o-položaju prema grupi —OH, bojilo je močilno. Uvođenjem sulfonskih grupa u molekulu dobivaju se od baznih bojila kisela. Sulfonske grupe koje se nalaze u o-položaju prema centralnom ugljikovom atomu povećavaju postojanost prema alkalijama. Bojeni lakovi nastaju od baznih bojila taloženjem s fosformolibdenskom ili fosforvolframskom kiselinom. Trifenilmetanskim bojilima postižu se neobično živahna, briljantna i čista obojenja crvene, ljubičaste, modre i zelene boje, ali su im postojanosti općenito niske, osobito na svjetlu i prema alkalnoj obradi. Zbog toga im upotreba sve više opada u korist postojanih bojila. Bazni predstavnici se najviše upotrebljavaju za bojenje svile i močenog pamuka, a kiseli i močilni za bojenje vune. Najveće količine ovih bojila troše se izvan tekstilne upotrebe, i to za bojenje papira, drveta, šibica, u proizvodnji grafičkih boja, za tinte, kao boje u kozmetici i prehrambenoj industriji.

## Slike
|                            |                                                           | |                                        |
| Otopina rodamina B u vodi. | Dimna bomba iz kućne radinosti napravljena od rodamina B. | Fluorescencija četiri različite tvari pod UV zrakama (kinin, fluorescein, rodamin B i rodamin 6G). Tvari su otopljene u vodi oko 0,0001% otopine. | Stara boca reagensa BDH s rodaminom B. |